# Moara Ciornei, Iași
Moara Ciornei este un sat în comuna Țibana din județul Iași, Moldova, România.